# Вригт, Фердинанд фон
Фердинанд фон Вригт (фин. Ferdinand von Wright; 19 марта 1822, Куопио, Великое княжество Финляндское, Российская империя — 31 июля 1906, там же) — финский художник-анималист и орнитолог-любитель шведского происхождения.

## Биография
Родился в 1822 году, в семье отставного майора шведской армии, владельца поместья в Великом княжестве Финляндском.
Семья фон Вригт имела шотландские корни. Родоначальник семьи, шотландский торговец по фамилии Райт в XVII веке поселился в Нарве (тогда — Швеция, ныне — Эстония). После того как по результатам Северной войны Нарва оказалась в составе России, семья Райт переехала на остававшиеся шведскими территории к северу от Балтийского моря. К моменту рождения Магнуса Райты были уже дворянами, о чём свидетельствовала добавленная к фамилии приставка «фон». Кроме того, к началу XIX века семья давно уже имела не шотландское, а шведское самосознание, а её члены разговаривали на шведском языке и относили себя к финским шведам. Фамилия Райт тоже стала произносится на местный манер — Вригт (в соответствии с написанием).
Вильгельм получил хорошее образование, как и его старшие братья, Магнус фон Вригт (1805—1868) и Вильгельм фон Вригт (1810—1887), которые тоже избрали карьеру художников. Фердинанд был значительно младше обоих братьев (на 17 и 12 лет соответственно).
В возрасте пятнадцати лет Фердинанд отправился к братьям в Швецию. Он посетил провинцию Бохуслен, где жил Вильгельм.
В 1842 году, в возрасте около двадцати лет, Фердинанд фон Вригт некоторое время учился в Шведской академии художеств в мастерской скульптора Юхана Николаса Бистрома (1783—1848), однако, оставив эту затею, вернулся в Финляндию, где брал уроки у художника Роберта Вильгельма Экмана (1808—1873). В середине 1850-х Фердинанд отправился в Дрезден, где два месяца стажировался в мастерской художника-анималиста Иоганна Сигвальда Даля (1827—1902).
Начиная с 1863 года Фердинанд фон Вригт жил в Финляндии в собственном доме неподалёку от семейного поместья. С начала 1870-х годов он тяжело болел, однако, несмотря на болезнь, продолжал работать. Кроме того, как орнитолог-любитель, фон Райт опубликовал целый ряд статей в научных журналах.
Начав, как и его братья, с иллюстраций к книгам по зоологии, которые требовали великолепных навыков рисовальщика, но не более, Фердинанд с годами переключился на создание станковой живописи на анималистические сюжеты. Работы фон Вригта быстро завоевали популярность в Финляндии и не утратили её и в наше время. В 2006 году, и второй раз, в 2013, по результатам социологических опросов, Фердинанд фон Вригт был дважды признан третьим по значимости художником в истории Финляндии.

## Галерея
- Клесты
- Беркут
- Две гаги
- Гусь, дерущийся с уткой
- Филин, напавший на зайца
- Глухари у куста можжевельника
- Куропатки
- Тетерева на фоне фьорда
- Токующие глухари
- Глухари
- Тетерева